# Động mạch vành phải
Động mạch vành phải (viết tắt trong y khoa: RCA) là một động mạch thuộc tuần hoàn mạch vành có nguyên ủy từ phía trên đỉnh bên phải của van động mạch chủ, tại xoang Valsalva (xoang động mạch chủ bên phải) ở tim. Động mạch đi xuống rãnh vành phải đến giao điểm của tim (crux), cung máu nuôi dưỡng phía bên phải của tim và vách liên thất.

## Đường đi và liên quan
Động mạch vành phải xuất phát phía trên xoang Valsalva, phía trên van động mạch chủ. Động mạch đi qua rãnh vành phải (rãnh nhĩ thất phải), về phía giao điểm của tim. Đông mạch tách ra nhiều nhánh, gồm động mạch gian thất sau, động mạch bờ phải, động mạch nón và động mạch nút xoang nhĩ.

### Biến thể
Ở khoảng 80% bệnh nhân, động mạch vành phải tạo ra động mạch gian thất phía sau (động mạch xuống sau, PDA). Trong 20% trường hợp còn lại, PDA tách ra từ động mạch mũ trái hoặc tách ra từ động mạch vành phải và mũ trái. PDA cung cấp thành dưới, vách liên thất và cơ nhú.
Động mạch vành phải tách nhánh động mạch nút xoang nhĩ ở 60% số người. 40% còn lại, động mạch nút xoang nhĩ tách ra từ động mạch mũ trái.

## Chức năng
Động mạch vành phải cung máu giàu oxy cho tâm nhĩ phải, tâm thất phải và 1/3 sau và phần tận cùng dưới của vách liên thất.
Có sự thông thương đáng kể về nguồn cấp máu của các động mạch vành.

## Một số hình ảnh

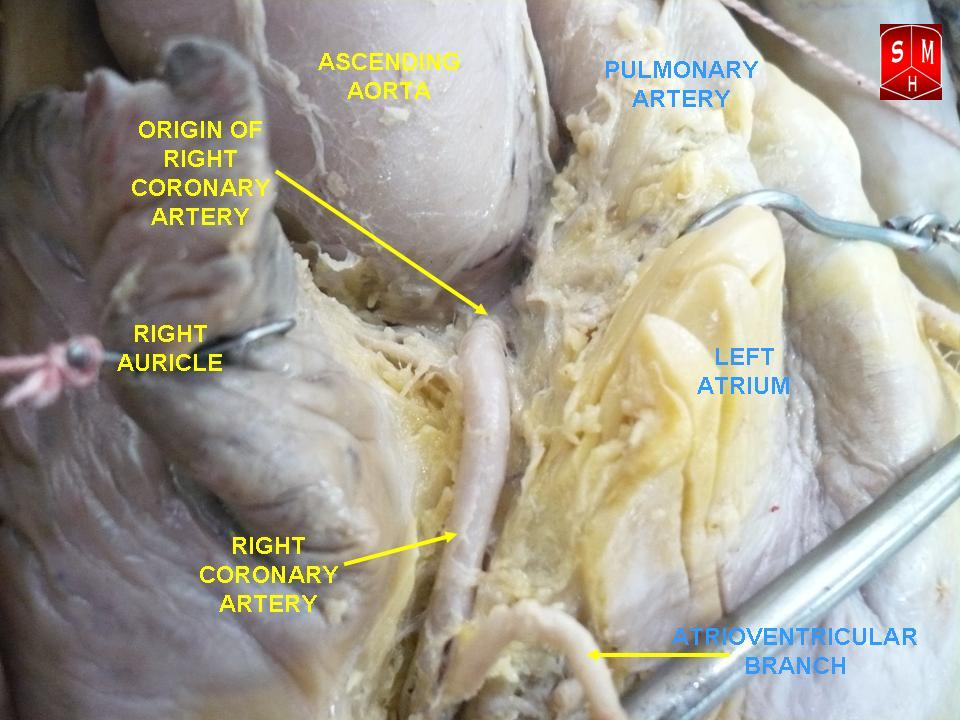
Động mạch vành phải
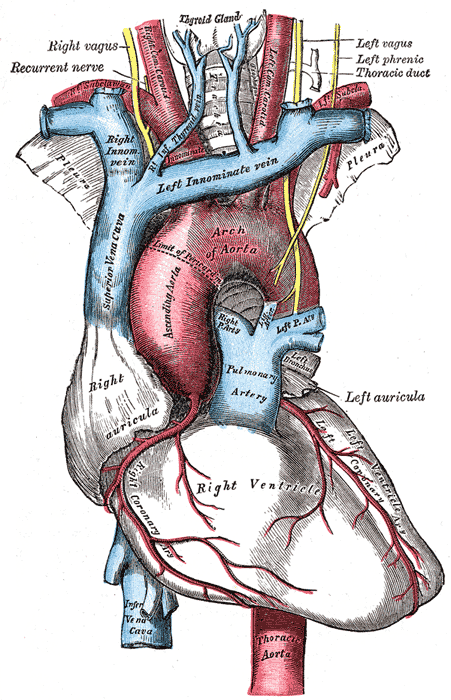
Cung động mạch chủ và các nhánh.
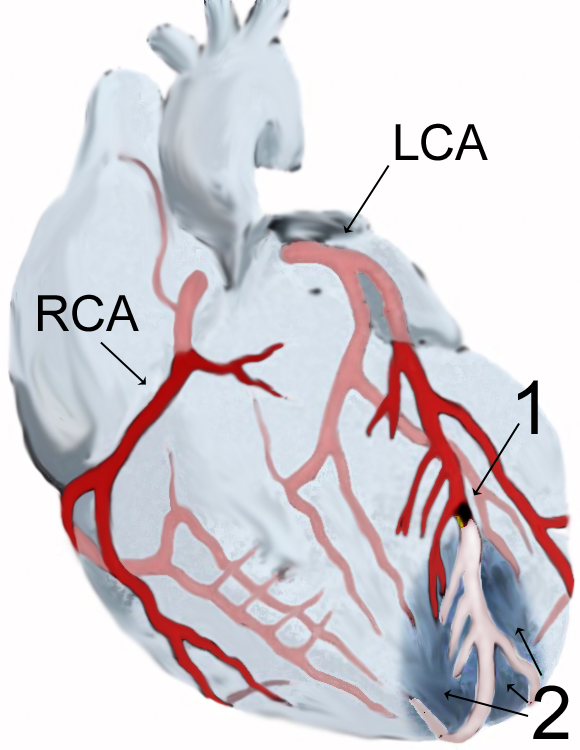
Sơ đồ nhồi máu cơ tim.
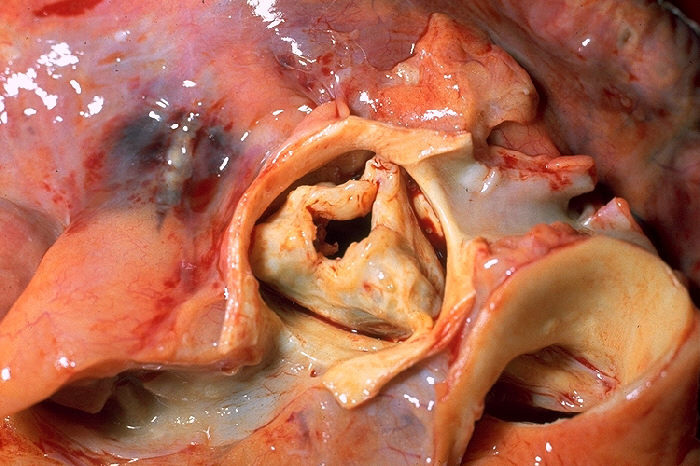
Động mạch chủ và động mạch vành khi khám nghiệm tử thi.
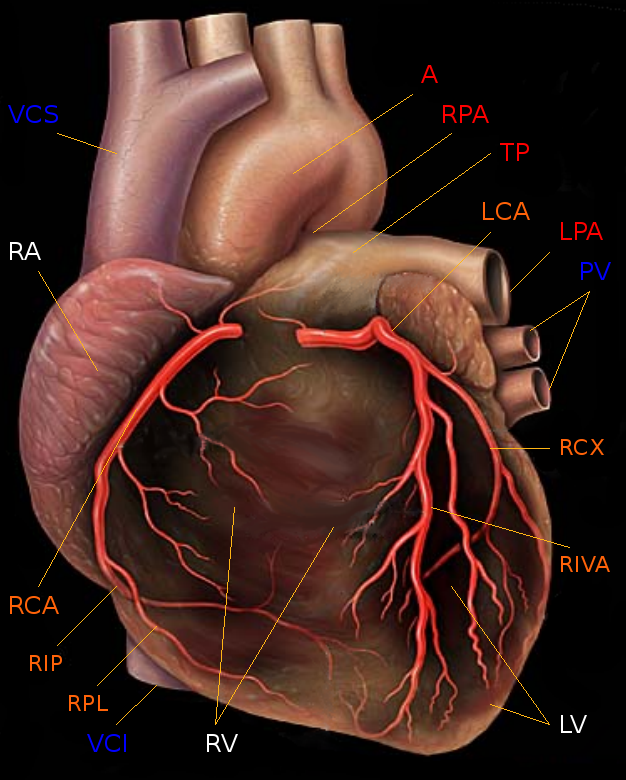
Tim người và động mạch vành
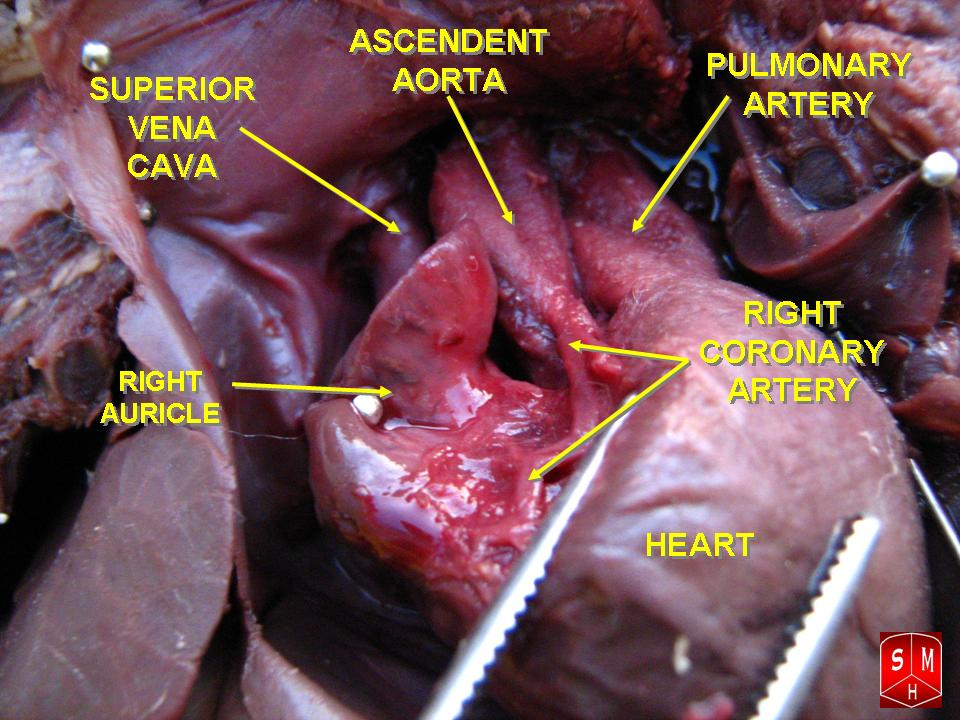
Tim thai - động mạch vành phải